# رفته (مهاباد)
قرية رفته (بالكردية: ڕفتە) هي إحدى القرى التابعة لـمنغور الشرقية في ريف قسم خليفان من مقاطعة مهاباد، في محافظة أذربیجان الغربیة الإيرانية.

## السكان
حسب إحصاءات سنة 2006، بلغ إجمالي السكان في رفته 68 نسمة وعدد المساكن 9 مسكن. لغة سكان رفته هي اللغة الكردية و هم من أهل السنة والجماعة والمذهب الشافعي.